# Richard Frank Wharton Cleaver
Richard Frank Wharton Cleaver (Northampton, 9 april 1920 - Ash Vale (Surrey), 1 oktober 1953) was tijdens de Tweede Wereldoorlog officier in de Britse Royal Air Force. Voor zijn rol tijdens Operatie Market Garden kreeg hij de Nederlandse Militaire Willems-Orde. In Groot-Brittannië is hij met name bekend omdat hij, nadat zijn toestel in bezet Frankrijk was neergestort, erin slaagde uit handen van de Duitsers te blijven en via Spanje te ontkomen naar Gibraltar.

## Biografie
Cleaver was tijdens Operatie Market Garden, de slag om Arnhem, verbonden aan het 570 Squadron van de Britse Royal Air Force in de rang van Acting Squadron Leader (waarnemend majoor-vlieger). Hem werd bij Koninklijk Besluit van 31 juli 1945 de Militaire Willems-Orde Vierde Klasse toegekend voor zijn rol tijdens die operatie. De toekenning werd als volgt gemotiveerd: "Tijdens de gevechten bij Arnhem van 17 tot 25 September 1944 zich onderscheiden door het bedrijven van uitstekende daden van moed, beleid en trouw. Daarbij herhaaldelijk blijk gegeven van buitengewone plichtsbetrachting en groot doorzettingsvermogen, en in alle opzichten, door een zeer loffelijk voorbeeld, een inspiratie geweest voor allen in die roemvolle dagen."
Cleaver ontving eerder al de Britse Distinguished Service Order (1943) voor zijn optreden tijdens de landing op Sicilië en het Distinguished Flying Cross (1944) voor zijn rol in een SOE missie boven bezet Frankrijk. Bij deze missie werd zijn toestel neergeschoten maar Cleaver wist via de Pyreneeën en Spanje uiteindelijk Gibraltar te bereiken.
Na de Tweede Wereldoorlog bleef Cleaver verbonden aan de R.A.F. Hij kwam in 1953 om het leven bij een vliegtuigongeluk.